# Dolgui (Bélgorod)
|  | Per a altres significats, vegeu «Dolgui». |

Dolgui - Долгий (rus) - és un poble (un khútor) de l'óblast de Bélgorod, a Rússia. El 2010 tenia 34 habitants. Pertany al districte (raion) de Prókhorovka.